# Dichomeris
Dichomeris é um gênero de traça pertencente à família Agonoxenidae.